# (42554) 1996 RJ28
(42554) 1996 RJ28 è un asteroide troiano di Giove del campo greco. Scoperto nel 1996, presenta un'orbita caratterizzata da un semiasse maggiore pari a 5,127357 UA e da un'eccentricità di 0,027880, inclinata di 17,520507° rispetto all'eclittica. Ha un diametro di 27,397 km e un'albedo di 0,059.